# Gorze
Gorze és un municipi francès, situat al departament del Mosel·la i a la regió del Gran Est. L'any 2007 tenia 1.260 habitants.

## Demografia

### Població
El 2007 la població de fet de Gorze era de 1.260 persones. Hi havia 374 famílies, de les quals 88 eren unipersonals (20 homes vivint sols i 68 dones vivint soles), 109 parelles sense fills, 149 parelles amb fills i 28 famílies monoparentals amb fills.
La població ha evolucionat segons el següent gràfic:
Habitants censats

### Habitatges
El 2007 hi havia 436 habitatges, 378 eren l'habitatge principal de la família, 17 eren segones residències i 41 estaven desocupats. 340 eren cases i 96 eren apartaments. Dels 378 habitatges principals, 262 estaven ocupats pels seus propietaris, 109 estaven llogats i ocupats pels llogaters i 7 estaven cedits a títol gratuït; 28 tenien dues cambres, 51 en tenien tres, 88 en tenien quatre i 210 en tenien cinc o més. 209 habitatges disposaven pel capbaix d'una plaça de pàrquing. A 178 habitatges hi havia un automòbil i a 162 n'hi havia dos o més.

### Piràmide de població
La piràmide de població per edats i sexe el 2009 era:
| Homes | Edats   | Dones |
| ----- | ------- | ----- |
| 0     | 95 o +  | 4     |
| 4     | 90 a 94 | 8     |
| 16    | 85 a 89 | 48    |
| 4     | 80 a 84 | 12    |
| 48    | 75 a 79 | 28    |
| 52    | 70 a 74 | 36    |
| 44    | 65 a 69 | 56    |
| 60    | 60 a 64 | 68    |
| 36    | 55 a 59 | 20    |
| 24    | 50 a 54 | 32    |
| 64    | 45 a 49 | 84    |
| 56    | 40 a 44 | 32    |
| 56    | 35 a 39 | 36    |
| 28    | 30 a 34 | 48    |
| 32    | 25 a 29 | 28    |
| 60    | 20 a 24 | 16    |
| 44    | 15 a 19 | 16    |
| 56    | 10 a 14 | 40    |
| 36    | 5 a 9   | 20    |
| 32    | 0 a 4   | 16    |

## Economia
El 2007 la població en edat de treballar era de 712 persones, 499 eren actives i 213 eren inactives. De les 499 persones actives 466 estaven ocupades (239 homes i 227 dones) i 33 estaven aturades (19 homes i 14 dones). De les 213 persones inactives 103 estaven jubilades, 58 estaven estudiant i 52 estaven classificades com a «altres inactius».

### Ingressos
El 2009 a Gorze hi havia 392 unitats fiscals que integraven 1.009 persones, la mediana anual d'ingressos fiscals per persona era de 18.485 €.

### Activitats econòmiques
Dels 31 establiments que hi havia el 2007, 2 eren d'empreses alimentàries, 3 d'empreses de fabricació d'altres productes industrials, 9 d'empreses de construcció, 3 d'empreses de comerç i reparació d'automòbils, 2 d'empreses d'hostatgeria i restauració, 2 d'empreses d'informació i comunicació, 1 d'una empresa immobiliària, 4 d'empreses de serveis, 4 d'entitats de l'administració pública i 1 d'una empresa classificada com a «altres activitats de serveis».
Dels 11 establiments de servei als particulars que hi havia el 2009, 1 era un taller de reparació d'automòbils i de material agrícola, 2 paletes, 2 guixaires pintors, 2 fusteries, 2 lampisteries, 1 electricista i 1 perruqueria.
Dels 2 establiments comercials que hi havia el 2009, 1 era una botiga de menys de 120 m² i 1 una llibreria.
L'any 2000 a Gorze hi havia 7 explotacions agrícoles que ocupaven un total de 363 hectàrees.

## Equipaments sanitaris i escolars
El 2009 hi havia 1 hospital de tractaments de mitja durada (seguiment i rehabilitació) i 1 un hospital de tractaments de llarga durada.
El 2009 hi havia 1 escola maternal i 1 escola elemental.

## Poblacions més properes
El següent diagrama mostra les poblacions més properes.